# Liparis tanakae
Liparis tanakae es una especie de pez perteneciente a la familia de los peces babosos.

## Descripción
Mide 47 cm de longitud máxima.

## Hábitat
Es un pez marino, demersal y de clima templado que vive entre 50 y 121 m de profundidad.

## Distribución geográfica
Se encuentra en el mar Amarillo, el Mar de la China Oriental, el Mar del Japón, el mar de Ojotsk y desde la costa pacífica de Japón hasta el norte de las islas Kuriles.

## Observaciones
Es inofensivo para los humanos.